# The High and the Mighty (película de 1954)
The High and the Mighty (en España, Escrito en el cielo; en Hispanoamérica, Débiles y poderosos) es una película de desastre de 1954, hecha en WarnerColor American y en CinemaScope, dirigida por William A. Wellman y escrita por Ernest K. Gann, quien también escribió la novela de 1953 en la que se basó su guion.
El elenco de la película fue encabezado por John Wayne, quien también fue el coproductor del proyecto. El compositor Dimitri Tiomkin ganó un Oscar por su partitura original, mientras que su canción principal para la película también fue nominada a un Oscar (aunque la canción del título en realidad no apareció en impresiones de lanzamiento ni en la reciente restauración de la película). La película recibió críticas en su mayoría positivas y recaudó $ 8.5 millones en su estreno teatral. El reparto incluye a Claire Trevor, Laraine Day, Robert Stack, Jan Sterling, Phil Harris y Robert Newton.

## Argumento
En Honolulu, un avión DC-4 se prepara para despegar hacia San Francisco con 17 pasajeros y una tripulación de 5 personas: El capitán John Sullivan (Robert Stack), el cual sufre un miedo secreto a la responsabilidad después de registrar miles de horas de vuelo cuidando de la vida de los pasajeros y de la tripulación. El primer oficial Dan Roman (John Wayne), excapitán y un veterano del vuelo conocido por su hábito de silbar y que vive atormentado por un accidente aéreo en el cual fallecieron su esposa y su hijo, y lo dejó con una cojera permanente. El joven segundo oficial Hobie Wheeler (William Campbell) y el veterano navegante Lenny Wilby (Wally Brown) son contrastes de edad y experiencia.
La azafata Spalding (Doe Avedon) atiende a sus pasajeros, cada uno con diferentes problemas personales, incluida la exactriz May Holst (Claire Trevor), la heredera infelizmente casada Lydia Rice (Laraine Day), la reina de belleza de edad avanzada Sally McKee (Jan Sterling) y alegre vacacionista Ed Joseph (Phil Harris). Spalding se hace amiga del enfermo terminal Frank Briscoe (Paul Fix) después de quedar prendada por su reloj de bolsillo. Una llegada de último minuto, Humphrey Agnew (Sidney Blackmer), preocupa a la tripulación por su extraño comportamiento.
Después de una partida rutinaria, el avión experimenta vibraciones repentinas esporádicas. Aunque la tripulación siente que algo puede estar mal con las hélices, no pueden localizar el problema. Cuando una vibración hace que Spalding se queme la mano, Dan inspecciona el compartimento de la cola pero no encuentra nada mal.
Después del anochecer, cuando el avión pasa el punto de no retorno, Agnew se enfrenta al compañero de viaje Ken Childs (David Brian), acusándolo de tener una aventura con la esposa de Agnew. Los hombres luchan y Agnew saca un arma, con la intención de dispararle a Childs, pero antes de que pueda hacerlo, el avión se desvía violentamente cuando pierde una hélice y el motor se incendia. La tripulación rápidamente extingue el fuego, pero el motor se ha desplazado de su montaje. En medio del océano, la tripulación pide ayuda y pone en marcha una operación de rescate. Dan descubre que el avión está perdiendo combustible por daños en el tanque de un ala y que, como resultado, junto con los vientos adversos y el arrastre del motor dañado, el avión se quedará sin combustible y se verá obligado a amerizar.
Sin pretensiones, José Locota (John Qualen) desarma a Agnew y confisca el arma, obligándolo a sentarse en silencio. Gustave Pardee (Robert Newton), quien hasta ahora no ha ocultado su miedo a volar, inspira calma en sus aterrorizados compañeros de viaje. Dan explica con calma la situación, tratando de disminuir su ansiedad, pero advierte que sus posibilidades de llegar a la costa son "una entre mil". Los pasajeros se juntan y encuentran perspectivas cambiadas sobre sus problemas existentes. Tiran el equipaje del avión para aligerar su carga, y May Holst literalmente se despide de su abrigo de visón.
En San Francisco, el gerente Tim Garfield (Regis Toomey) llega al centro de operaciones de la aerolínea pero no es optimista sobre sus posibilidades. Un cambio favorable en los vientos aumenta las esperanzas de la tripulación de que tengan suficiente combustible para llegar a San Francisco, pero Wilby descubre que cometió un error elemental en la navegación y que el tiempo restante real en el aire es inadecuado.
La experiencia de Dan le dice que su suerte sería mejor tratando de llegar a la tierra que adentrarse en los mares agitados por la noche. Sullivan entra en pánico y se prepara para deshacerse de inmediato, pero Dan lo evita por la fuerza. Pensando claramente de nuevo, Sullivan decide no abandonar. Cuando el avión se acerca a San Francisco, barrido por la lluvia, en medio de la noche y a una altitud peligrosamente baja, el aeropuerto se prepara para un aterrizaje de emergencia con instrumentos. El avión sobrepasa por poco las colinas de la ciudad y sale de las nubes con las luces de la pista delante, guiándolas a un aterrizaje seguro. Mientras los pasajeros desembarcan, Garfield observa sus reacciones mientras son acosados por reporteros curiosos. Después de que el tumulto se apaga, se une a la tripulación para inspeccionar el avión dañado y le informa a Dan que solo quedaban 30 galones de gasolina en sus tanques. Dan reconoce la apuesta que tomaron y se aleja, cojeando y silbando. "Hasta luego...viejo pelícano", murmura Garfield para sí mismo.

## Elenco
Miembros del reparto acreditados (en orden de créditos en pantalla) y papeles:
- John Wayne como Dan Roman (primer oficial).
- Claire Trevor como May Holst.
- Laraine Day como Lydia Rice.
- Robert Stack como John Sullivan (Capitán).
- Jan Sterling como Sally McKee.
- Phil Harris como Ed Joseph.
- Ann Doran como Mrs. Joseph.
- Robert Newton como Gustave Pardee.
- David Brian como Ken Childs.
- Paul Kelly como Donald Flaherty.
- Sidney Blackmer como Humphrey Agnew.
- Julie Bishop como Lillian Pardee.
- Pedro González González como Gonzales (operador de radioaficionado, comerciante de SS Cristobal).
- John Howard como Howard Rice.
- Wally Brown como Lenny Wilby (Navegante).
- William Campbell como Hobie Wheeler (Segundo oficial).
- John Qualen como José Locota.
- Paul Fix como Frank Briscoe.
- George Chandler como Ben Sneed (Jefe de equipo de Extremo Oriente, Honolulu).
- Joy Kim como Dorothy Chen.
- Michael Wellman como Toby Field.
- Douglas Fowley como Alsop (Agente de TOPAC, Honolulu).
- Regis Toomey como Tim Garfield (Gerente de Operaciones de TOPAC, San Francisco).
- Carl "Alfalfa" Switzer Nota 1 como Ens. Keim, USCG (piloto de ASR, Alameda).
- Robert Keys como el teniente Mowbray, USCG (piloto de ASR, Alameda).
- William Hopper como Roy (prometido de Sally McKee).
- William Schallert como Despachador TOPAC (San Francisco).
- Julie Mitchum como Susie Wilby (Sra. Lenny Wilby).
- Walter Reed como Mr. Field (sin acreditar).
- Doe Avedon como Miss Spalding (Asistente de vuelo).
- Karen Sharpe como Nell Buck.
- John Smith como Milo Buck.

## Producción

### Guion

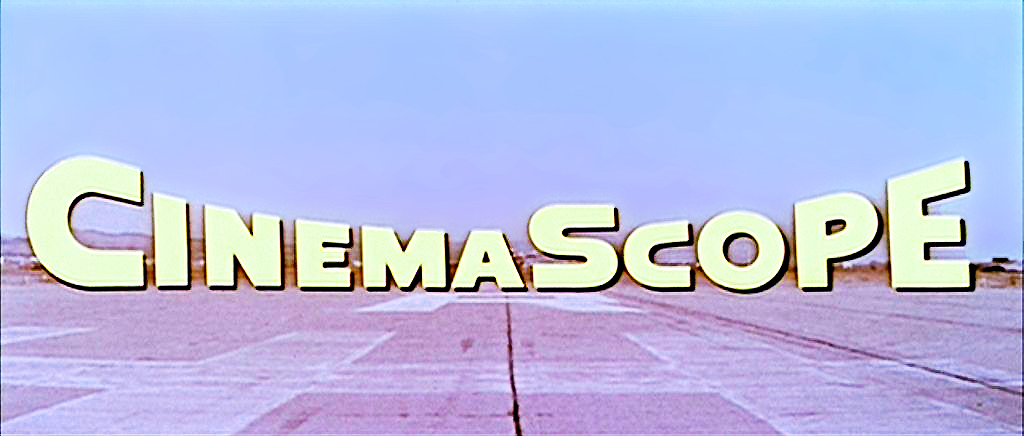
John Wayne presionó por el uso de CinemaScope, aunque Wellman más tarde lo consideró «voluminoso y difícil de manejar» durante la filmación.

Después de que Wayne y Robert Fellows formaran Wayne-Fellows Productions en 1952, colaboraron en películas como Big Jim McLain, Plunder of the Sun e Island in the Sky. En 1953, el director William Wellman estaba promocionando Island in the Sky cuando supo que su guionista Ernest Gann estaba escribiendo otra historia de aviación. Gann compartió la historia con Wellman, y el director se ofreció a hacer un argumento de venta. Wellman transmitió la historia de The High and the Mighty a Wayne-Fellows Productions. Wayne compró la historia en el acto, acordando darle a Gann $55.000 por la historia y el guion más el 10 por ciento de las ganancias de la película. Wayne también acordó dar a Wellman el 30 por ciento de las ganancias para ser el director de la película, con la condición de que The High and the Mighty se filmaría en CinemaScope. Fue un proceso de proyección de pantalla panorámica que implicó el uso de una lente anamórfica para ampliar la imagen producida por una película normal de 35 mm. La experiencia de Wellman fue que la cámara CinemaScope era «voluminosa y difícil de manejar», y el director prefería colocar la cámara en un solo lugar. Como la acción de The High and the Mighty se desarrollaría en un avión de espacios reducidos, Wellman no necesitaba preocuparse por la flexibilidad en la composición de tomas. Contrató a William H. Clothier, con quien había trabajado en muchas películas, como director de fotografía (asignado a las secuencias de la segunda unidad, solo; Archie Stout, con quien Wayne tuvo una larga asociación, ya había sido asignado como director de fotografía). Ernest K. Gann escribió las novelas originales en las que se basaron ambas películas y también escribió sus respectivos guiones, como resultado de lo cual ambas películas, incluido el diálogo, se adaptaron estrechamente.
The High and the Mighty presenta una situación dramática en un contexto de la aviación civil. Jack L. Warner inicialmente se opuso a la película, creyendo que sería imposible mantener el interés del público con una trama de más de 100 minutos que involucraba al pasaje de un avión. William Wellman tenía reservas sobre la historia "íntima" que domina la producción, prefiriendo centrarse más en aviones y pilotos, pero después de que las deliberaciones del guion establecieron el libreto definitivo, respaldó el enfoque novedoso que se remontaba a películas como Grand Hotel.

### El avión de pasajeros
El Douglas DC-4 (N4665V) que se utilizó para filmar las secuencias de vuelo diurno y la secuencia de "puerta" de Honolulu era un antiguo C-54 A-10-DC construido como transporte militar en 1942 en Long Beach, California, por Douglas Aircraft Company. Cuando se filmaron las secuencias de vuelo y exteriores en noviembre de 1953, el avión estaba siendo operado por Transocean Airlines (1946-1962), el operador de aviación civil más grande de C-54 convertidos en la década de 1950, con base en Oakland, California, y llamada "La reina africana". Ernest K. Gann escribió la historia original mientras pilotaba DC-4 para Transocean sobre las rutas Hawái-California. El nombre de la aerolínea ficticia de la película, "TOPAC", se pintó sobre el esquema de color rojo, blanco y amarillo de Transocean para la filmación.
El director de operaciones de vuelo de Transocean Airlines, Bill Keating, hizo el truco volando para la película. Keating y Gann habían volado juntos y el autor recomendó a su amigo para el trabajo. Durante la filmación de preproducción, Keating estuvo involucrado en un incidente cercano al simular el aterrizaje de emergencia nocturno culminante. Después de varios acercamientos, Wellman pidió "una toma más" tocando aún más cerca del umbral de la pista. Keating cumplió, sacando las luces de la pista con el tren de aterrizaje de proa antes de "despegarse" y ejecutar una vuelta. Wellman bromeó diciendo que el choque se vería bien en otra película.
Un segundo antiguo C-54 equipado con una gran puerta de carga doble [18] utilizada para acomodar la carga en palés, se utilizó para todas las tomas del avión dañado en el suelo en San Francisco en las secuencias finales de la película. Se instaló un motor sin hélice, quemado por el fuego en un soporte distorsionado con una "caída" de 30 ° en el ala izquierda de esta aeronave para representar el daño que había puesto en peligro el vuelo. Las escenas exteriores del aeropuerto se filmaron en Glendale Grand Central Air Terminal, al este de Burbank, California, donde se construyó un set de filmación al aire libre para replicar las puertas de la terminal en SFO a principios de la década de 1950. Se tomaron fotografías exteriores adicionales en el Aeropuerto Municipal de Oakland, incluidas todas las escenas de abordaje, arranque del motor, rodaje y despegue utilizadas en las secuencias de apertura. Los exteriores nocturnos y las secuencias de daños durante el vuelo se filmaron en un estudio donde se fotografió una miniatura a gran escala contra un fondo. Las escenas interiores de la cabina de pasajeros y la cubierta de vuelo se filmaron en escenarios construidos en un escenario de sonido de Warner Bros.

### Filmación
El rodaje tuvo lugar del 16 de noviembre de 1953 al 11 de enero de 1954, en un lote de Goldwyn Pictures y en los estudios de sonido de Warner en Hollywood. La mayoría del elenco se sentó en la cabina de pasajeros durante semanas durante el rodaje. Los miembros del reparto recordaron que no les gustó la experiencia; Claire Trevor lo llamó "una imagen triste de hacer". Algunos miembros del reparto pasaron el tiempo manteniéndose en el personaje entre tomas y haciendo criptogramas. Durante el clima frío, el escenario de sonido no se calentó correctamente y los miembros del elenco sufrieron el frío. Wayne y Stack no enfrentaron problemas similares ya que fueron filmados por separado y cómodamente en la cabina del piloto. [22]La filmación adicional tuvo lugar en San Francisco, así como en el Royal Hawaiian Hotel y Waikiki Beach en Hawái.
En un momento durante el rodaje, Wayne intentó afirmarse como director. Wellman discutió públicamente con él en defensa de su control como director, diciéndole a Wayne: "Mira, regresa aquí detrás de la cámara y haz mi trabajo, y serás tan ridículo haciéndolo como yo saldría con él. esa loca voz tuya y ese andar de hadas y ser Duke Wayne ". A pesar de los problemas iniciales en el set, los dos tuvieron una relación positiva y trabajaron juntos en películas posteriores como Track of the Cat y Blood Alley.
Las aeronaves ocupan un lugar destacado en The High and the Mighty, incluidos dos eventos de aviación inusuales: el uso breve por parte de la Guardia Costera de EE. UU.. Del avión de rescate B-17 / PB-1G "Dumbo" junto con un breve clip de lanzamiento de experimentos con la versión US Navy JB-2 del V-1 (un tipo temprano de misil de crucero) en un sitio de prueba de misiles atómicos. El uso posguerra de aviones con motor de pistón en vuelos oceánicos fue un elemento clave de la película que requirió el uso de un avión de pasajeros moderno.
Wellman, un piloto consumado en la vida real, mantuvo deliberadamente el punto de vista de la trayectoria del avión aparentemente condenado que viajaba como lo observaría el personal de apoyo en San Francisco: volando de oeste a este, de Honolulu a San Francisco, película fotograma de la derecha al fotograma de la película a la izquierda, excepto durante el despegue y el aterrizaje. De manera similar, se mostró el avión de rescate de la Guardia Costera de los EE. UU. Volando desde San Francisco hacia el avión accidentado, fotograma de la película de izquierda a derecha.
Inicialmente, la película tenía un presupuesto de 1,32 millones de dólares, pero los sobrecostos llevaron a un costo total de 1,47 millones de dólares. Por dirigir, Wellman recibió $ 100,000, así como una parte de las ganancias. Wayne ganó $ 175,000 además de un porcentaje de los ingresos de taquilla de la película.

### Casting

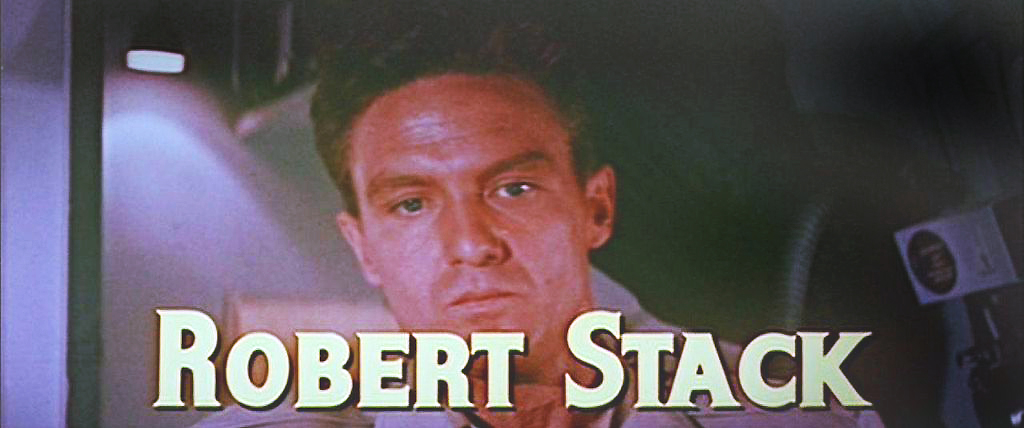
Aunque Wayne y Wellman habían considerado a Robert Cummings para el papel de capitán, Robert Stack consiguió el papel después de una entrevista con Wellman.

El casting para The High and the Mighty fue problemático porque carecía de auténticos protagonistas, como resultado de lo cual muchas de las grandes estrellas de Hollywood rechazaron papeles que no les parecían lo bastante "grandes" para ellos. Con estrellas como Barbara Stanwyck, Dorothy McGuire, Ginger Rogers, Ida Lupino y Joan Crawford rechazando papeles en la película, Wellman terminó eligiendo actores buenos pero menos conocidos para algunos de los papeles. A Spencer Tracy le ofrecieron el papel de Dan Roman, pero lo rechazó porque, según Wellman, a Tracy le pareció que el guion era "pésimo" mientras que el director asistente Andrew McLaglen afirmó que los amigos de Tracy le dijeron al actor que estaba «en un viaje que le destrozaría el ego», lo que llevó a Tracy a excusarse de la película. Sin Tracy, Jack Warner amenazó con retirar la financiación de Warner Bros. a menos que se pudiera encontrar otra gran estrella. Wellman convenció al productor y actor John Wayne de que reemplazara a Tracy en su papel. Wayne diría más tarde, tanto durante el rodaje como después de él, que no le gustaba su interpretación. McLaglen recordaría: «Él dijo: "Bueno, nunca tuvo una historia de amor". Yo le dije que tenía la historia de amor más grande jamás escrita». McLaglen y Wayne discutieron sobre la interpretación de Wayne, pero Wayne nunca dio su brazo a torcer.

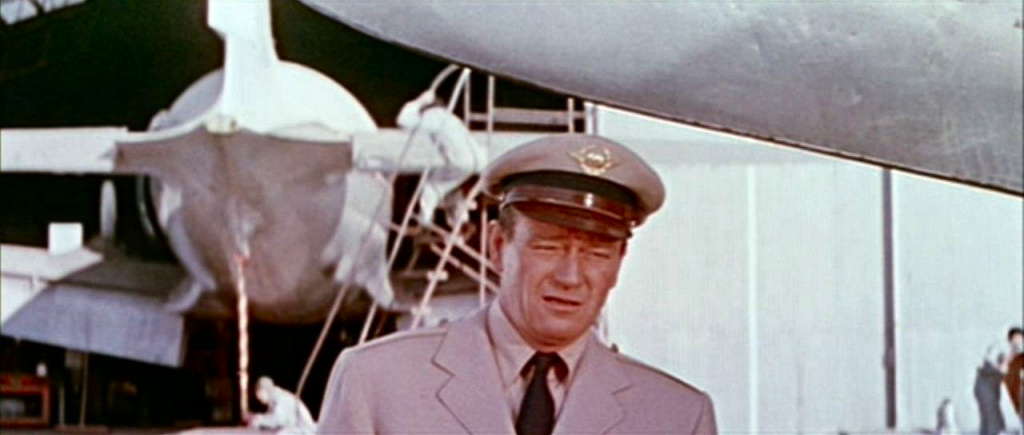
John Wayne, inicialmente productor, participó en la película después de que Spencer Tracy se retirara.

Para el otro protagonista masculino importante, Wayne le había prometido el papel a su amigo Bob Cummings, que era piloto y también tenía la recomendación de Wellman. Sin embargo, Stack fue tras el papel y una entrevista con Wellman finalmente convenció al director de que un no piloto podía representar de manera efectiva el drama de un conflicto de cabina. 
La negativa de Stanwyck resultó especialmente irritante ya que el director siempre la había tratado como una "mascota". Pedro González González apareció en esta película y en varias otras con John Wayne.
The High and the Mighty e Island in the Sky compartieron muchos miembros del mismo elenco y equipo de producción. Junto con Wayne, otros seis actores aparecen en ambas películas: Regis Toomey, Paul Fix, Carl "Alfalfa" Switzer, Ann Doran, George Chandler y Michael Wellman.

### Música
El compositor Dimitri Tiomkin musicalizó la película y compuso el tema principal "The High and the Mighty". El tema principal también se llamó "The Whistling Song" porque John Wayne silbó la melodía durante la producción. [34] La música de Tiomkin para la película encabezó las listas de éxitos del desfile y permaneció allí durante semanas, aumentando el perfil de la película en sí. Una encuesta nacional de 1955 de disc jockeys etiquetó la canción como la "melodía más silbable". Los productores de Hollywood aprendieron que una canción que da título a la publicidad podría tener valor para atraer al público a los cines. Los "acordes inquietantes" de la canción se escucharon en la radio y en grabaciones en los años posteriores al lanzamiento de la película. Fue nominada a Mejor Canción en los 27 Premios de la Academia en 1955, pero perdió ante "Tres monedas en la fuente" de la película del mismo nombre.

## Impacto

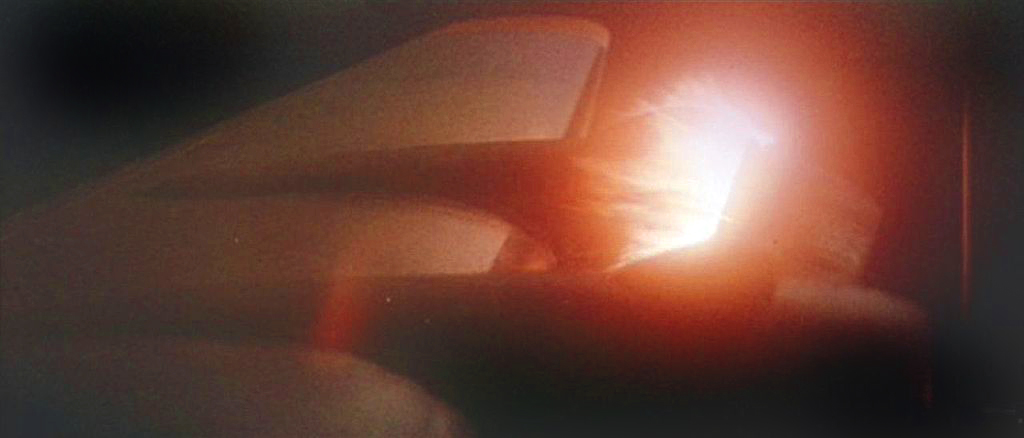
El uso de pasajeros y tripulación en la trama que respondieron al incendio de un motor ayudó a influir en el género cinematográfico de desastres.

The High and the Mighty se produjo casi dos décadas antes de Airport y sus secuelas (junto con las parodias de Airplane!, la primera de las cuales presentaba a Stack satirizándose a sí mismo). The High and the Mighty sirvió como modelo para películas posteriores con temas de desastres, como la serie Airport (1970-79), The Poseidon Adventure (1972), The Towering Inferno (1974), The Hindenburg (1975) y Titanic (1997). La película fue una de las coproducciones de Wayne en la que también protagonizó, una práctica que no se generalizaría hasta las décadas de 1980 y 1990.

## Estreno

### Recaudación en los cines
The High and the Mighty tuvo su estreno en Hollywood en el Grauman's Egyptian Theatre el 27 de mayo de 1954. Fue lanzado comercialmente el 3 de julio de 1954. Aunque la elección del nuevo formato Cinemascope limitó su uso en el teatro, fue también una de las películas de mayor éxito comercial de ese año. Dos meses después de su lanzamiento, ocupó el primer lugar en ingresos de taquilla y estableció el récord de "retorno más rápido de costos negativos" (jerga de la pantalla para recuperar los costos de producción). Durante el recorrido de la película en los cines, recaudó $ 8.5 millones en ingresos de taquilla y fue la sexta película más popular del año en Norteamérica. 

### Recepción crítica
En el momento del lanzamiento de The High and the Mighty, recibió críticas en su mayoría positivas. Variety escribió que la película "es un drama de clase, mezclado con un atractivo masivo en un espectáculo completo que puede alcanzar a casi cualquier público". Edwin Schallert de Los Angeles Times calificó la película como "una imagen enormemente vital, asombrosamente asociada con el panorama de la vida actual y, por lo tanto, llena de una rara especie de hormigueo, especialmente para un público moderno con mentalidad aerodinámica". Joseph Henry Jackson, que escribe para el San Francisco Chronicle, dijo que la película tiene "una historia que no te da tiempo para recuperar el aliento".
The High and the Mighty también recibió algunas críticas negativas, con Richard Griffin de Los Angeles Times escribiendo que otro crítico había criticado al elenco: "Todos son personajes fabricados, y esa es la forma en que se interpretan". El tiempo de ejecución de la película también fue comentado por varios críticos que lo llamaron "un viaje increíblemente largo" y "la duración extrema de sus procedimientos, que parece casi tiempo de vuelo completo Honolulu-San Francisco". 
Las críticas modernas de The High and the Mighty se mezclan. El biógrafo de Wayne, Ronald L. Davis, describió la película: "Si bien su trama es algo sintética, los efectos especiales y las actuaciones hacen que la película sea atractiva". David Nusair de Reel Film Reviews, calificó la película de "hinchada y demasiado larga" y que se basa en "discursos artificiales e innecesariamente prolongados para sus personajes".

### Premios y nominaciones
| Premios y nominaciones a los Óscar          | Premio                                                         | Nominado(s)                                                  | Resultado |
| ------------------------------------------- | -------------------------------------------------------------- | ------------------------------------------------------------ | --------- |
| Premios y nominaciones a los Óscar          | Mejor director                                                 | William A. Wellman                                           | Nominado  |
| Premios y nominaciones a los Óscar          | Mejor actriz de reparto                                        | Jan Sterling                                                 | Nominado  |
| Premios y nominaciones a los Óscar          | Mejor actriz de reparto                                        | Claire Trevor                                                | Nominado  |
| Premios y nominaciones a los Óscar          | Mejor montaje cinematográfico                                  | Ralph Dawson                                                 | Nominado  |
| Premios y nominaciones a los Óscar          | Mejor banda sonora original                                    | Dimitri Tiomkin                                              | Ganador   |
| Premios y nominaciones a los Óscar          | Mejor partitura musical de una película dramática o de comedia | "The High and the Mighty" - Dimitri Tiomkin y Ned Washington | Nominado  |
| Premios del Gremio de Directores de América | Premio                                                         | Nominado(s)                                                  | Resultado |
| Premios del Gremio de Directores de América | Logro excepcional como director en películas cinematográficas  | William A. Wellman                                           | Nominado  |
| Premios Globo de Oro                        | Premio                                                         | Nominado(s)                                                  | Resultado |
| Premios Globo de Oro                        | Mejor Actriz de Reparto - Película                             | Jan Sterling                                                 | Ganador   |
| Premios Globo de Oro                        | A la nueva estrella del año-Actriz                             | Karen Sharpe                                                 | Ganador   |

## Restauración y reestreno
En las décadas de 1960 y 1970, The High and the Mighty se convirtió en un elemento básico de la televisión pero, debido a los horarios de transmisión más ajustados y varias disputas por regalías, sus últimas apariciones en televisión abierta fueron en 1982 en el canal de cable TBS y en Cinemax en marzo / abril de 1985. .Un elemento crucial en la resurrección de la película fue la extensa restauración requerida después de décadas de languidecer en la bóveda de películas de Wayne, donde la película sufrió importantes daños por agua y un carrete se perdió durante un período de tiempo, haciendo que la posibilidad de una restauración tan prístina aparentemente improbable. Porciones significativas del material de película mostraron decoloración que requirió un proceso de restauración. La restauración tomó más de un año, y se dedicaron tres meses a arreglar el audio. 
Surgió la demanda de que la película se lanzara en formatos de video doméstico. La herencia de John Wayne, a través de Gretchen Wayne, la viuda del difunto hijo del actor, Michael, hizo un trato a principios de la década de 2000 con Cinetech (película) y Chace Productions (sonido) para actualizar y restaurar tanto The High and the Mighty y Island in the Sky. Esto llevó a un acuerdo de distribución con la compañía de producción y distribución de Wayne, Batjac Productions, y con American Movie Classics (derechos de televisión) y Paramount Pictures (derechos de video doméstico). Tras la recuperación del carrete perdido, The High and the Mighty, luego de su meticulosa restauración, fue retransmitida por televisión en julio de 2005, las primeras emisiones en 20 años. Junto con Island in the Sky, la película fue lanzada como un DVD de "edición especial de coleccionista" con una nueva portada en agosto del mismo año por Paramount Home Entertainment. También se transmitió en Turner Classic Movies el 27 de octubre de 2007.